# AT&T
AT&T (abreviação em inglês para American Telephone and Telegraph) é uma companhia americana de telecomunicações. A AT&T fornece serviços de telecomunicação de voz, vídeo, dados e Internet para empresas, particulares e agência governamentais. Durante sua longa história, a AT&T foi a maior companhia telefônica e o maior operador de televisão a cabo do mundo. No seu auge, cobriu 94% da área dos Estados Unidos, constituindo um monopólio. Depois de um longo processo, a AT&T foi dividida em diversas empresas menores, para estimular a concorrência. As empresas-filhas da AT&T são conhecidas nos Estados Unidos como "Baby Bells". A AT&T original ficou apenas com as ligações de longa distância. Em 2018 foi concluída a compra da Time Warner Inc. pela AT&T Inc da qual possui 71%.
Em 2022, a empresa figurou na décima-terceira posição no ranking das 500 maiores empresas dos Estados Unidos da revista Fortune.

## História

### Fundação
A companhia que se tornou AT&T começou em 1875, em um acordo entre o inventor Alexander Graham Bell e dois homens, Gardiner Hubbard (sogro de Graham Bell) e Thomas Sanders, que concordaram em financiar o seu trabalho. Bell estava tentando inventar um telégrafo falante - um telefone. Ele foi bem sucedido e conseguiu registrar as patentes em 1876 e 1877. Em 1877, os três homens formaram a Bell Telephone Company para explorar a invenção. A primeira central telefônica, operando sob a licença da Bell, abriu em New Haven, Connecticut em 1878. Em três anos, centrais telefônicas existiam nas principais cidades dos Estados Unidos, operando sob a licença do que hoje é a American Bell Telephone Company. Em 1882, a American Bell adquiriu controle na Western Electric Company, que se tornou a sua fábrica. Gradualmente, a American Bell se tornou dona da maioria dos seus licenciados, e a empresa passou a ser conhecida como Bell System (Sistema Bell).

### Crescimento
A American Telephone and Telegraph Company foi fundada em 3 de março de 1885, como um conglomerado de subsidiárias da American Bell, projetada para construir e operar uma rede telefônica de longa distância. Começando de New York, AT&T atingiu seu objetivo inicial ligando Chicago em 1892 e então San Francisco em 1915. Em 30 de dezembro de 1899, AT&T adquiriu os ativos da American Bell e se tornou a proprietária do Bell System (Sistema Bell). Como os sinais telefônicos enfraquecem ao longo das linhas telefônicas, construir uma rede nacional requereu diversas invenções. Bobinas de carga, inventadas independentemente na AT&T em 1899 permitiram a rede a ir até Denver, Colorado. Os primeiros amplificadores elétricos, concebidos pela AT&T em 1913, tornaram possível a telefonia transcontinental.
Até a segunda patente de Graham Bell expirar em 1894, só a Bell Telephone e seus licenciados poderiam legalmente operar sistemas de telefonia nos Estados Unidos. Entre 1894 e 1904, mais de 6 mil companhias telefônicas independentes entraram em atividade nos Estados Unidos e o número de telefones expandiu de 285 mil até 3,317 milhões.
Em muitas áreas abandonadas onde não havia cabos ganharam os primeiros serviços telefônicos e outras áreas conseguiram concorrência. Mas a multiplicidade de companhias de telefone produziu um novo conjunto de problemas. Não havia interconexão, assinante de diferentes companhias telefônicas não podiam ligar para os outros. Essa situação só começou a ser resolvida em 1913.

### Início do século XX
No início do século XX, a atividade comercial da AT&T ia bem além do sistema de telefonia nacional. Através da sua fabricante Western Electric Company, afiliados e parceiros comerciais ao redor do mundo, a AT&T fabricou equipamentos para atender as necessidades de companhias telefônicas no mundo todo. Essas empresas também vendiam equipamentos importados dos Estados Unidos. Em meados de 1914, a Western Electric Company estava instalada em cidades como Antuérpia (Bélgica), Londres (Inglaterra), Berlim (Alemanha), Milão (Itália), Paris (França), Viena (Áustria), São Petersburgo (Rússia), Budapeste (Hungria), Tóquio (Japão), Rio de Janeiro (Brasil), Montreal (Canadá), Buenos Aires (Argentina) e Sydney (Austrália)
Por um grande período da sua história, AT&T e o sistema Bell funcionaram como um monopólio legalizado e regulamentado. O princípio fundamental, formulado pelo presidente da AT&T Theodore Vail em 1907, era que o telefone pela natureza de sua tecnologia poderia operar mais eficientemente como um monopólio provendo serviço universal. Vail escreveu no Relatório Anual da AT&T daquele ano que a regulamentação governamental "provendo sua independência, inteligência, prudência, acuidade e justiça" era um substituto aceitável e apropriado para o mercado competitivo.
O governo dos Estados Unidos aceitou este princípio, inicialmente em um acordo de 1913 conhecido como o Kingsbury Commitment (Comprometimento Kingsbury). Como parte desde acordo, a AT&T concordou em conectar empresas telefônicas não-competidoras e independentes a sua rede e retirar o seu interesse na Western Union Telegraph. Com o passar do tempo, como evolução da filosofia política, administrações federais investigaram o monopólio de telefonia na luz das leis antitruste e supostos casos de abuso. Um resultado notável foi o processo antitruste julgado em 1949, que ocasionou um acordo entre a AT&T e o Departamento de Justiça, e iniciado num tribunal, onde a AT&T concordou em restringir suas atividades à área de sistema telefônico regulamentado e a atividades governamentais.

### Década de 1920
Em 1925, Walter Gifford, recém-empossado presidente da AT&T, decidiu que a AT&T e o Sistema Bell deveriam concentrar os esforços na sua missão de um sistema universal de telefonia nos Estados Unidos. Ele aí vendeu a divisão internacional da Western Electric Company para a recém-formada International Telephone and Telegraph (ITT) por US$ 33 milhões, em valores da época, mantendo apenas a participação no Canadá. Apesar da AT&T ter se retirado da atuação internacional, ela tem uma presença internacional através do seu objetivo de prover aos clientes nos Estados Unidos um serviço telefônico global.
Em 1927, AT&T inaugurou um serviço telefônico transatlântico comercial usando comunicação via rádio bidirecional. Inicialmente, essas ligações custavam 75 dólares para cada 3 minutos. O serviço se espalhou a outros países, via Londres ou por conexões diretas via rádio. O serviço de rádio-telefone ao Havaí começou em 1931 e para Tóquio em 1934. O serviço telefônico disponibilizado via rádio era longe de ser ideal: era sujeito a atenuações e interferências e tinha capacidade muito limitada. Em 1956, o serviço telefônico a Europa passou a ser via cabo telefônico submarino, TAT-1. E o serviço transpacífico começou em 1964.
Ao longo dos anos, o sistema Bell da AT&T proveu o que havia de melhor em telefonia no mundo. O sistema fez progressos vigorosos em direção ao objetivo de um serviço universal, que nas décadas de 1920 e 1930 a ideia era que todo mundo deveria ter um telefone. A porcentagem de lares norte-americanos com serviço telefônico alcançou cinquenta por cento em 1945, setenta por cento em 1955, e 90 por cento em 1969. Muito da liderança veio pela aplicação de ciência e tecnologia desenvolvidas nos laboratórios das subsidiárias da AT&T.

### Década de 1940
No final dos anos 40, novas tecnologias apareceram e proveram alternativas aos cabos de cobre para transmissão de longa distância. AT&T abriu seu primeiro link de microondas entre as cidades de Nova York e Boston em 1948, e nas três décadas sucessivas adicionou considerável capacidade de transmissão via microondas à rede nacional de longa distância. Em 1962, AT&T lançou em órbita o primeiro satélite comercial de comunicação, Telstar I, oferecendo alternativas adicionais especialmente ajustadas para comunicação internacional. Mudanças tecnológicas no resto do sistema ofereciam alternativas paralelas. A transição de componentes eletromecânicos para componentes eletrônicos permitiu novos e poderosos equipamentos de rede menos caros e mais confiáveis. Outro resultado destas novas tecnologias foi a redução de barreiras tecnológicas permitindo aos novos candidatos a competidores entrarem no sistema da AT&T. Vagarosamente, ao longo das décadas, a Comissão Federal de Comunicações (do inglês FCC - Federal Communications Commission) permitiu mais competição usando estas tecnologias nas pontas da rede. Na metade da década de 1970, a competição avançou para o serviço de longa distância em geral.

### O julgamento
As mudanças nas telecomunicações ao longo dos anos eventualmente culminaram em um julgamento antitruste pelo governo dos Estados Unidos contra a AT&T. O julgamento começou em 1974 e foi estabelecido em janeiro de 1982 quando a AT&T concordou em retirar-se das subsidiárias que proviam serviço de interconexão de telefonia. O governo acreditava que isto iria separar as partes da AT&T, (as empresas prestadoras) onde o argumento do monopólio natural era ainda visto como válido, das partes de transmissão de longa distância, fabricação, pesquisa e desenvolvimento, onde competição era apropriada. Em retorno, o Departamento de Justiça norte-americano concordou em afrouxar as restrições do acordo de 1956. A retirada começou em 1984 e o Sistema Bell havia se acabado. No seu lugar, havia a nova AT&T e sete operadoras regionais do sistema Bell, conhecidas como RBOCs (Regional Bell operating Companies) ou Baby Bells (as pequenas Bells).

### A reestruturação
Os Estados Unidos da América acordaram em 1º de janeiro de 1984 e descobriram que os seus telefones funcionavam exatamente do jeito do dia anterior. Mas a AT&T começou o dia como uma nova empresa. De US$ 149,5 bilhões em ativos que tinha no dia anterior, ela manteve US$ 34 bilhões. De seus 1 009 000 empregados ela manteve 373 000. Foi-se também o famoso logotipo do sino (nota do tradutor, um trocadilho do sobrenome do inventor Alexander Graham BELL e "sino"), doado às empresas regionais "RBOCs", mas o nome que poderia ser usado nos laboratórios Bell (Bell Labs). No seu lugar, a empresa remanescente passou a usar um globo estilizado com o monograma "AT&T".
Sucesso requeria nada menos que uma mudança dramática jamais realizada na cultura corporativista de uma grande empresa norte-americana. A velha AT&T - o sistema Bell - como um monopólio regulamentado foi largamente isolado de pressões do mercado por grande parte de sua história. Sua cultura venerava o serviço, excelência tecnológica, confiabilidade e inovação dentro de uma filosofia de trabalho interna cooperativa de levar o tempo necessário para fazer as coisas funcionarem do jeito certo. A nova AT&T tinha que aprender a descobrir e entregar o que e quando os consumidores queriam e competindo com outros que almejavam preencher as necessidades dos mesmos consumidores. Apesar da AT&T ter grande força tecnológica e pessoal capacitado, a transição se mostrou ser bem mais complexa que qualquer um havia imaginado em 1984.
O serviço de telefonia de longa distância se tornou um negócio intensamente competitivo. Nascido como um monopólio, talvez fosse inevitável que a participação de mercado da AT&T caísse. E caiu - de 90% em 1984 a aproximadamente 50% doze anos depois. Entre pressão competitiva e novas tecnologias (primeiramente transmissão em fibra óptica) e o concentração de custos fixos, os preços despencaram, caindo para aproximadamente uma média de 40% no final da década de 1980. Volume explodiu. Em 1984, AT&T transmitiu uma média de 37,5 milhões de ligações por dia útil; em 1989, o volume equivalente era de 105,9 milhões e, em 1999, 270 milhões. Nos anos 90, a utilização dos computadores e a Internet levou a um aumento do tráfego na forma de dados e não de voz.
A força financeira da AT&T ajudou a manter o crescimento e aperfeiçoamento da digitalização completa da rede avaliada em bilhões de dólares até o movimento sustentável em direção do mercado internacional de quase 200 países, a grandes fusões e aquisições. Uma grande fusão veio em 1991 quando a AT&T adquiriu o fabricante de computadores NCR por US$ 7,1 bilhões destinado a dar aos clientes a oportunidade de união entre computação e comunicação; Em 1994, o acordo para adquirir a McCay Cellular por US$ 11,5 bilhões deu a AT&T acesso direto aos seus consumidores pela primeira vez em 10 anos. A unidade, renomeada para AT&T Wireless, estabeleceu a AT&T como uma força líder na crescente indústria de telecomunicações sem fio.
As operações de fabricação também encararam uma mudança de monopólio para competição. A maior atividade fabril, renomeada para AT&T Network Systems, tinha como os maiores consumidores as agora independentes companhias de telefonia local (RBOCs). Outros fabricantes disputavam os mesmos clientes e as companhias divididas passaram a encarar a AT&T mais como um competidor real e potencial que um parceiro. A AT&T Network Systems continuou como líder no mercado norte-americano, vendendo tanto para os consumidores tradicionais quanto para os novos. A AT&T Network Systems também foi a oportunidade para que a AT&T retornasse à arena global pela primeira vez em 70 anos, estabelecendo fábricas, subsidiárias e "joint ventures" em países como Holanda, Japão e China.

### Década de 90
As estratégias corporativas e organizações comuns no início da década de 1980 se tornaram crescentemente problemáticas à medida que a década de 1990 progredia. Não apenas porque havia pouca sinergia entre os setores de comunicação e fabricação, mas o governo dos Estados Unidos reescrevia suas regras de comunicação, as duas atividades se tornaram alternadamente obstáculos para o crescimento da outra. Além disso, o anúncio do CEO Robert Allen em 20 de setembro de 1995 a respeito da reestruturação da AT&T veio como uma surpresa geral. Nessa data, a AT&T anunciou que se reestruturar ia em três empresas diferentes: a empresa de sistemas e equipamentos, que passou a se chamar Lucent Technologies, a empresa de computadores NCR e a empresa de serviços de comunicação, que ainda seria AT&T. Foi a maior divisão voluntária da histórica norte-americana. A Lucent Technologies se tornou independente no dia 30 de setembro de 1998; a NCR em 1º de janeiro de 1997; Os funcionários em geral mantiveram seus empregos. Enquanto os laboratórios Bell mudaram para Lucent Technologies, os pesquisadores que trabalhavam para os serviços de comunicação ficaram na AT&T para compor a equipe dos novos laboratórios da AT&T.
A nova AT&T começou se desenvolvendo de uma empresa de telefonia de longa distância para uma empresa de comunicação integrada de dados e voz, dada a crescente porcentagem do tráfego de dados na sua rede, com relação ao tráfego de voz. A AT&T trabalhou para voltar ao serviço de telefonia local, com o apoio do  Ato das Telecomunicações (the Telecommunications Act) de 1996. A AT&T percebeu que, como um resultado desta nova lei, o serviço solitário de longa distância iria entrar em declínio. A companhia lançou um serviço de Internet bem-sucedido, AT&T Worldnet Service, enquanto vendia operações, como a AT&T Submarine Systems e a Skynet Satellite Services, que não tinham mais foco estratégico.
Nos quatro anos seguintes, AT&T realizou várias ações para ser bem sucedida no ambiente em evolução. A companhia investiu US$ 35 bilhões em aquisições e atualizações da sua infraestrutura, tanto para gerenciar o crescente volume de tráfego de Internet e outros dados como para estabelecer conexão direta com seus parceiros comerciais. O AT&T adquiriu um provedor líder de sistemas telefônicos locais a clientes comerciais, TCG e também um provedor líder de serviços globais de rede de dados, IBM Global Network. A empresa também se fundiu com duas empresas a cabo, TCI e MediaOne. Operando como AT&T Broadband, a unidade se tornou a maior empresa a cabo nos Estados Unidos.

### Década de 2000
Em torno do ano 2000, AT&T tinha 3 negócios crescentes - dados, banda larga e wireless e quatro atividades separadas - cabo, wireless, negócios e consumo. E em 2000, o volume de tráfego de dados superou pela primeira vez o volume do tráfego de voz na rede da AT&T.
Em outubro de 2000, AT&T anunciou que iria se reestruturar nos próximos 2 anos em uma família de empresas diferentes de capital aberto: AT&T Wireless, AT&T Broadband e AT&T. Deste modo, cada negócio poderia obter o capital necessário para financiar seu crescimento. AT&T Wireless se tornou uma empresa independente em 9 de julho de 2001. Em 9 de dezembro de 2001, AT&T e a operadora a cabo ComCast alcançaram um acordo definitivo para unir AT&T Broadband com Comcast. Os negócios concluíram a fusão em 18 de novembro de 2002 e começaram as operações combinadas como Comcast Operation.
Com a finalização da reestruturação, David W. Dorman sucedeu C. Michael Armstrong como chairman e CEO (Chief Executive Officer) da AT&T em novembro de 2002.
Assim que Dorman assumiu a liderança da AT&T, a indústria global de telecomunicações entrou em uma nova era de caos e instabilidade sem precedentes, marcada por superoferta, fraude, um ambiente regulatório complicado e pressões infindáveis de preços. Estas forças combinadas levaram a um derretimento da indústria com inúmeras concordatas, calotes e falências; investidores perderam bilhões e incontáveis trabalhadores no setor de comunicações perderam seus empregos.
Para encarar um ambiente dinâmico, Dorman criou uma transformação estratégica e agressiva para reformular fundamentalmente a AT&T - para mudar de uma empresa voltada a voz ao consumidor final para uma empresa focada em empresas. A AT&T reestruturada se tornou um provedor de Internet global dedicado a oferecer redes poderosas, aplicativos e capacidades a empresas e clientes governamentais. Alternadamente, AT&T introduziu uma alternativa revolucionária aos serviços tradicionais - VoIP, ou Voice over IP (Voz Sobre IP) - para consumidores finais e pequenas empresas.
Em janeiro de 2005, o mais profundo aspecto da transformação da AT&T em curso foi anunciado. A esperada fusão de US$ 16 bilhões com a SBC Communications para criar uma indústria líder de comunicação e rede. Através deste acordo, os funcionários da AT&T têm a oportunidade de construir uma entidade dominante em comunicação global para o século XXI - uma companhia capaz de fornecer tecnologias avançadas de rede e um conjunto completo de serviços integrados de comunicação nos Estados Unidos e no mundo.

### Décadas de 2010 e 2020
Em 2014, a AT&T compra o DirecTV Group, assumindo o comando de todas as operações da DirecTV no continente americano e da SKY no Brasil, entrando assim no ramo de TV por assinatura em nível multinacional. Entretanto, os órgãos reguladores dos EUA ainda estão avaliando a transação.
Em 20 de Outubro, de 2016, foi relatado que a AT&T estava em negociações para adquirir a Time Warner, em um esforço para aumentar suas participações de mídia. Em 22 de Outubro, 2016, AT&T chegou a um acordo para comprar a Time Warner por mais de 80 bilhões de dólares. Se aprovado pelos órgãos reguladores federais, a fusão traria holdings de telecomunicações da AT&T sob o mesmo grupo como HBO, Turner Broadcasting System e o estúdio Warner Bros..
Em 15 de junho de 2018, AT&T completa fusão com Time Warner por US$ 85 bilhões.
Em 24 de abril de 2020, a AT&T anunciou que, a partir de 1º de julho de 2020, o COO da empresa, John Stankey, substituiria Randall L. Stephenson como CEO da AT&T. Também foi reconhecido que as aquisições da DirecTV e da Time Warner pela AT&T resultaram, a essa altura, em uma enorme dívida de US$ 200 bilhões para a empresa.
Como resultado dos programas planejados de corte de custos, a venda da Warner Bros. Interactive Entertainment foi proposta, mas acabou abandonada devido ao crescimento da indústria de videogames relacionado à pandemia de COVID-19, bem como à recepção positiva dos próximos títulos da DC Comics, Lego Star Wars e Harry Potter por fãs e críticos.
A Crunchyroll foi vendida para a Funimation da Sony por US$ 1,175 bilhão em dezembro de 2020, com a aquisição sendo concluída em agosto de 2021.
Em 25 de fevereiro de 2021, a AT&T anunciou que iria separar a DirecTV, a U-Verse TV e a DirecTV Stream em uma entidade separada, vendendo uma participação de 30% para a TPG Capital (proprietária do cabo Astound Broadband), mantendo uma participação de 70% na nova empresa autônoma. O negócio foi fechado em 2 de agosto de 2021.
Em 17 de maio de 2021, a AT&T anunciou planos de abrir mão de sua participação acionária na WarnerMedia e fundi-la com a Discovery, Inc. em um acordo de US$ 43 bilhões para estabelecer uma nova empresa de mídia.
A Electronic Arts, que foi licitante na proposta de venda da Warner Bros. Interactive Entertainment, comprou o estúdio de jogos para dispositivos móveis Playdemic da WBIE por US$ 1,4 bilhão em junho de 2021.
Em setembro de 2021, a Fox Corporation adquiriu a TMZ da WarnerMedia em um acordo no valor de cerca de US$ 50 milhões, com a TMZ sendo operada pela divisão Fox Entertainment.
Em 21 de dezembro de 2021, a AT&T anunciou que havia concordado em vender o Xandr (e o AppNexus) para a Microsoft por um preço não revelado. O negócio foi concluído em junho de 2022.
Em 8 de abril de 2022, a cisão da WarnerMedia e sua subsequente fusão com a Discovery, Inc. para formar a Warner Bros. Discovery foi concluída.

## Parceria com aAgência de Segurança Nacional (NSA)
Em 2006 Mark Klein, um ex-técnico da AT&T que trabalhou na companhia por vinte e dois anos vazou documentos internos da AT&T, que revelaram que a empresa havia criado uma sala secreta no escritório de São Francisco para dar à Agência de Segurança Nacional(NSA) acesso aos seus cabos de fibra óptica de Internet. Ele testemunhou perante o Congresso americano em novembro de 2007 exortando os legisladores não dessem imunidade pelas atividades da AT&T com outras empresas de telecomunicações, entre elas a Verizon, envolvidas na vigilância em massa dentro dos Estados Unidos pela NSA.
Mark Klein também é uma testemunha em uma ação movida pela Electronic Frontier Foundation, que alega a AT&T deu ilegalmente o acesso às suas redes à NSA. Documentos sobre o Programa Fairview também fazem referência a uma empresa como sendo a Empresa que é "parceiro chave" da NSA nos programas de vigilância. Tal empresa não está identificada na documentação Snowden. No entanto, a empresa considerada "parceiro chave" pela NSA, foi identificada em 23 de outubro de 2013 pelo The Washington Post como sendo a AT&T.

## Prémios
- Medalha Elliott Cresson 1916[24]

## Rivais da AT&T
- MCI
- Comcast
- Dish Network
- Verizon
- Qwest
- Equant
- Motorola (na era dos telemóveis)
- Aol